# Like Phantoms, Forever
«Like Phantoms, Forever» — первый мини-альбом американской панк-рок-группы My Chemical Romance, вышедший в 2002 году. Было выпущено только 100 экземпляров этого EP, они пронумерованы красными чернилами.

## Об альбоме
Название альбома взято из текста песни MCR «Demolition Lovers».
Обложка альбома напоминает постер фильма ужасов «Гробница Лигейи»

## Список композиций
Слова и музыка всех песен — My Chemical Romance, кроме «Jack the Ripper» (написан Моррисси).
| №  | Название                       | Длительность |
| -- | ------------------------------ | ------------ |
| 1. | «Vampires Will Never Hurt You» | 5:28         |
| 2. | «This Is the Best Day Ever»    | 2:14         |
| 3. | «Jack the Ripper» (Live)       | 4:02         |

## Участники записи
- Джерард Уэй — вокал
- Рэй Торо — соло-гитара
- Майки Уэй — бас-гитара
- Мэтт Пелиссьер — ударные